# Stacy X
Stacy X (Miranda "Stacy" Leevald) también conocida como Ripcord, es un personaje ficticio del cómic X-Men de Marvel Comics. Fue creada por Joe Casey y Tom Raney. Hizo su debut en Uncanny X-Men vol. 1 # 399, en noviembre de 2001.

## Biografía ficticia

### X-Men
Ella apareció por primera vez como miembro del burdel mutante de Nevada, el X-Ranch. Después de que el grupo anti-mutante conocido como la Iglesia de la Humanidad destruyó el Ranch, Stacy se unió a los X-Men.
Poco después de ser rescatada por los X-Men de la X-Ranch, Stacy se quedó en el Instituto, pero tomó un tiempo de descanso después de dar un "servicio" a un cliente especial en Chappaqua, NY. Wolverine la encontró y luchó con ella, pero pronto los dos llegaron a un entendimiento. Se sabía que Stacy continuó "trabajando" para los clientes especiales mientras funcionó como un miembro de los X-Men. Por otra parte, durante su afiliación con los X-Men trató de seducir a Arcángel y Nightcrawler.
Stacy jugó un papel muy importante en ayudar a los X-Men a combatir a Black Tom Cassidy.
En un momento dado, Miranda trabajó con un magnate de los alimentos, que estaba muy enfermo. Él se revela como un mutante, pero con mutaciones debilitantes: envejecimiento avanzado y una inmunidad a los analgésicos. Ella cambia la química de su cuerpo para que vivirá el resto de su corta vida sin dolor.
En un momento, cuando la Chamber y Nightcrawler se quedaron varados en las montañas, Chamber se comunicó telepáticamente con Stacy X para ser rescatados.
Después de una pelea con Husk, causada por el hecho de que ambas estaban enamoradas de Arcángel, decidió abandonar la mansión. Sin embargo, ella dejó un regalo a Warren: un video de sí misma cuerda que salta desnuda.

### New Warriors
Debido al hechizo de la Bruja Escarlata, Stacy fue una de los muchos mutantes que perdieron sus poderes. Mientras que ella era una prostituta cuando tenía sus poderes, ella nunca realmente durmió con nadie por dinero, confiando en sus poderes de feromonas. Desde que perdió a sus poderes, esto parece haber cambiado.
Stacy se convirtió en un miembro de los reformados New Warriors bajo el nombre clave de Ripcord. Las circunstancias de cómo se unió no se conocen completamente, pero su actitud y declaraciones demuestran que quería cambiar su vida y volver a ser un héroe. Ella recibió nuevos poderes mutantes. Ella aparentemente murió en un accidente junto con Skybolt.

### Venganza
Stacy X misteriosamente vuelve a aparecer. Stacy se muestra teniendo un encuentro sexual a tres bandas con la estrella del pop Sugar Kane y el nuevo personaje Nulificador Supremo, en una habitación de hotel de gran altura después de conectar todo en un club nocturno popular. El trío luego se interrumpió por la llegada repentina de Magneto, que busca disciplinar a Stacy por lo que considera ser su decadencia vergonzosa que empaña la imagen colectiva de los muy pocos mutantes restantes en la Tierra. Magneto procede a destruir magnéticamente la habitación. Sin embargo, Nulificador Supremo entra en combate con Magneto mientras Stacy y Sugar Kane hacen su escape. Nulificador Supremo entonces revela a Magneto que en realidad estaba secretamente actuando como guardaespaldas de Stacy, y que es su misión protegerla de Magneto.

## Poderes
Stacy tenía forma de serpiente y piel escamosa, que le dio un grado desconocido de durabilidad. Podía controlar feromonas a través del contacto con la piel, produciendo sensaciones y reacciones físicas en los que toca. Ella fue capaz de curar a los demás al acelerar su proceso de curación, y podría aumentar su resistencia para que no se cansaran con facilidad.
Stacy es una luchadora experta, capaz de desafiar incluso a Wolverine, y darle un desafío justo a pesar de haber sido golpeada por él. Sin embargo, esta habilidad parece ser aprendida y no mutante en la naturaleza.
Desde su incorporación a los New Warriors, como Ripcord, se le diouna armadura especial que tiene tentáculos de metal extensibles, superfuertes, que se extienden desde las muñecas.

## Otras versiones

### Ultimate Stacy X
Stacy es una de los cautivos en el campo de detención de mutantes Ángel. Cuando el campo es liberado por Tormenta, Stacy dirige a la mitad que quiere asesinar a los guardias, entrando en conflicto con Ororo.

## En otros medios

### Cine
Stacy X fue considerada como un personaje en la cinta X-Men: The Last Stand, cuando Matthew Vaughn dirigía la cinta. La foto del arte conceptual fue mostrada. Cuando Brett Ratner se hizo cargo de la cinta, su personaje fue reemplazado por Arclight.